# Berghangar

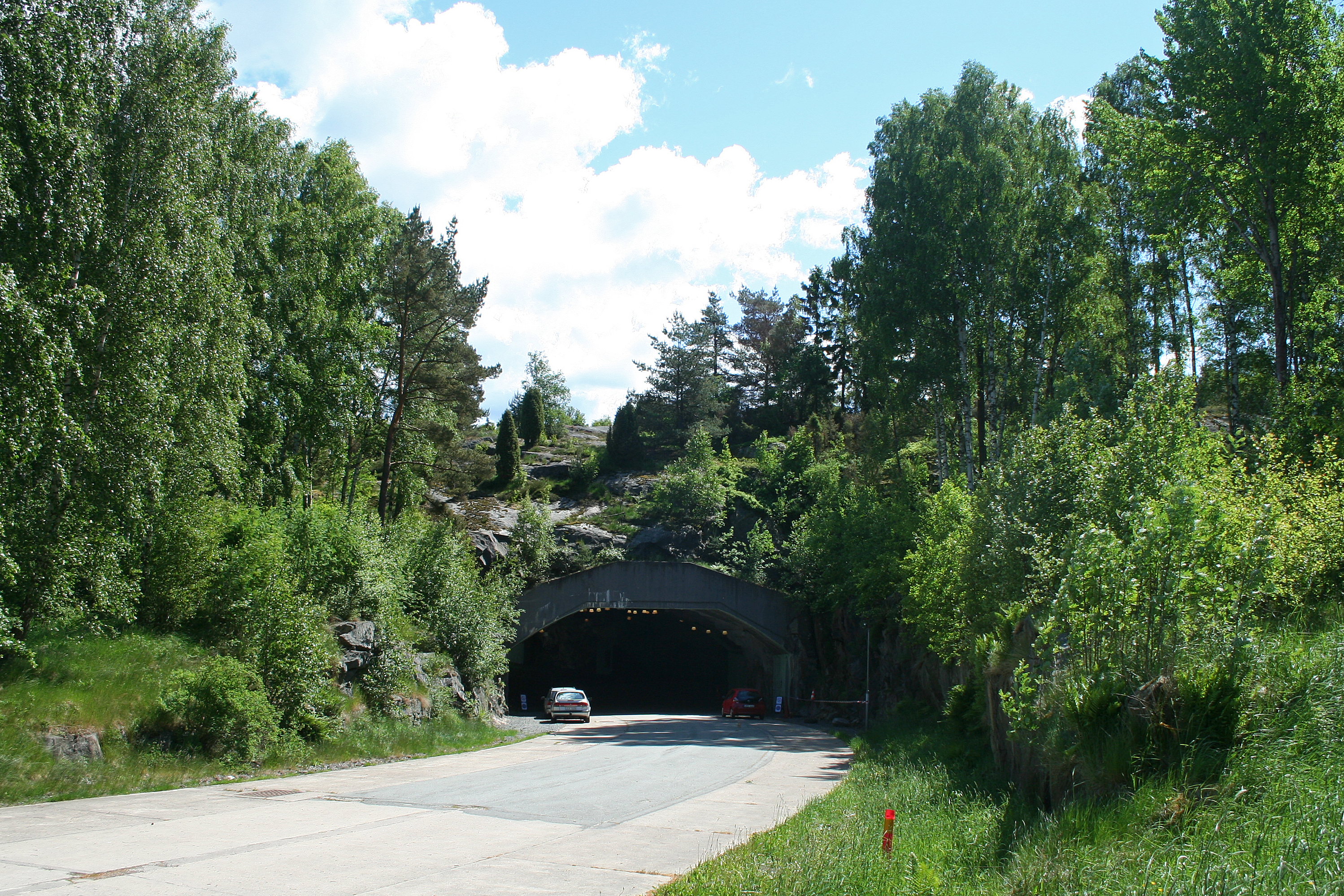
Västra infarten till nya berget vid Säve flygbas.

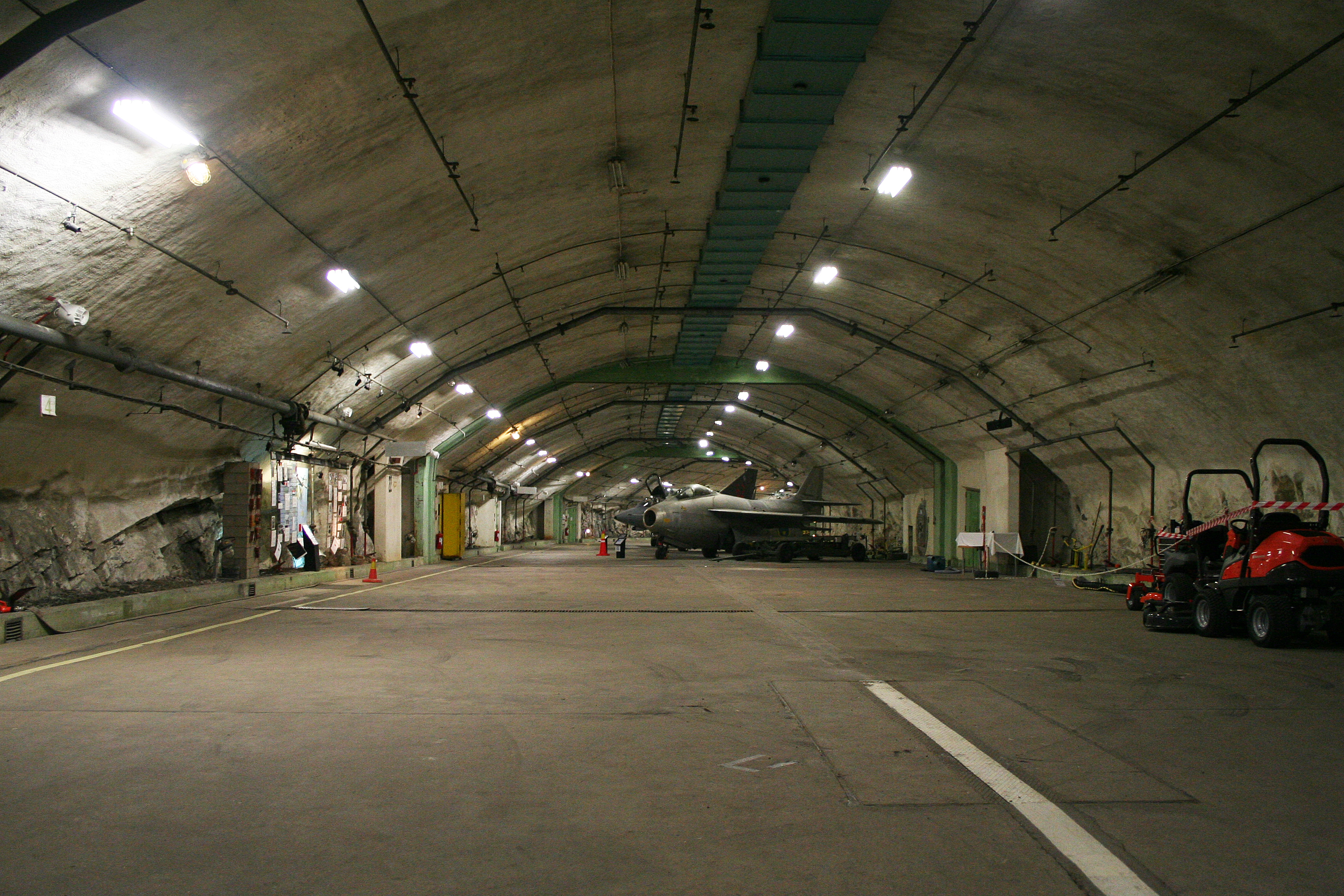
Västra uppfartstunneln i nya berget vid Säve flygbas.

Berghangar är en fortifikatorisk anläggning vid en flygbas som utnyttjas för service, reparation och uppställning av flygplan. I vissa fall finns även möjlighet till klargörning av flygplan inne i berghangaren, detta ställer speciella krav på brandskyddet då man måste hantera stora mängder brandfarligt flygbränsle inne i ett slutet utrymme.

## Berghangarer i Sverige
På fem av flygvapnets flygflottiljer hann man bygga berghangarer innan man övergick till att skydda planen genom spridning med Bas 60:

### Stockholm/Barkarby
- Svea flygflottilj (F 8)

### Göteborg/Säve
- Göta flygflottilj (F 9) blev den första flottiljen i Sverige som fick en bergshangar. Hangaren som även var en av de första i världen i sin typ, hade inga självklara ritningar gällande vattenavledning etc.

Gamla berget
Efter riksdagsbeslutet i februari 1940 om att sätta upp F 9, inleddes undersökningar omgående för att se om den nya flottiljen hade förutsättningar för byggnation av en berghangar. De geologiska förutsättningarna visade sig vara utmärkta varpå beslut togs om att bygga en berghangar på flottiljen. Efter att projektering avslutats och extra anslag beviljats, påbörjades byggandet år 1941 av det som senare kom att kallas "Gamla berget". Berghangaren hade en yta på 8000 m² och tog två år att färdigställa varefter den invigdes år 1943. En kontors- och sambandsdel, vilken kom att inrymma flottiljens jaktcentral, sprängdes in i berget i direkt anslutning till hangaren. Jaktcentralen bemannades av flottiljens högsta chefer och hade till uppgift att leda jaktflyget under beredskap och krig. Hangaren har sitt golv i nivå med, eller vid vissa utfarter några centimeter högre än, betongplattan utanför vilket medför att bergtäckningen över anläggningen endast är cirka 10 meter tjock. Berghangarens infarter skyddas av förstärkta träportar och ventilationen är av typ självdrag. Med dessa förutsättningar i åtanke kan gamla berget betraktas som ett mellanting av berghangar och ovanjordshangar av konventionell typ.
Berghangaren i "Gamla berget" vid F 9 i Säve utgör sannolikt världens första berghangar. Idén om att jaktflyget och andra viktiga försvarsfunktioner om möjligt skulle få bästa tänkbara skydd på marken har troligen sina rötter i centralförsvarstanken med befästningar insprängda i berg. Berganläggningar ansågs fortsatt ge störst skydd för personal och materiel i krig, även efter andra världskriget då centralförsvar ersatts av ett mera rörligt och framskjutet invasionsförsvar.
På grund av att man saknade tidigare erfarenhet av berghangarsbyggande och det faktum att militärledningen saknade en utländsk motsvarighet att studera, var man tvungen till att lösa flera oförutsedda problem under arbetets gång. Bland annat blev man tvungen till att lösa problem angående vatten och avloppsledningar, utformning av hangarportar, dagvattenbrunnar, inrättandet av vattentoaletter, platser för avtappningsställen, uppvärmning, ventilation och plats för panncentral.
Nya berget
Eftersom den gamla bergshangaren inte var konstruerad för att stå emot ett anfall med taktiska kärnvapen, började man på 1950-talet anlägga en betydligt större och mer avancerad berghangar på 22 000 m², vilket kom att gå under namnet "Nya berget". Hangaren ligger på cirka 10 meters djup och taket är närmare 30 meter tjockt. Inuti berghangaren återfinns två stycken lutande uppfartstunnlar med en längd av 300-500 meter. Anläggningens huvudtunnel är hästskoformad och från denna utgår ett antal sidotunnlar, så kallade skepp, åt båda håll längst ned i anläggningen. Huvudtunneln medför förmågan till enkelriktad flygplansbogsering genom hangaren, var den ena porten är infart och den andra utfart med klargöringsplatser.
Då "Nya berget" moderniserades efter år 1958, försågs den bland annat med kraftiga, armerade stötvågsportar vilka väger cirka 90 ton var, egna drivmedels- och vapenförråd, vändskivor vid sidotunnlar och fasta klargöringsplatser i hangaruppfarterna. De fasta klargöringsplatserna har anslutningar för el och drivmedel såväl som de inrymmer övrig klargöringsutrustning samt vapen och ammunition, infälld i bergväggen. Ett automatiskt sprinklersystem för brandsläckning istallerades också. Anläggningens ventilation sker genom inblåsning av luft från bergväggarna, samtidigt som luft sugs ut vid golvet och vid taket.
Hangaren används idag[när?] som Flygupplevelsecentrum vid namn Aeroseum.

### Norrköping
Bråvalla flygflottilj (F 13) var en av fem flottiljer där berghangaranläggningar byggdes. Under början av 1950-talet påbörjades byggnationen av bergshangaren, vilken byggde på 1948 års utbyggnadsplan. I planen för Norrköping visade det sig att det ett berg närmre bansystemet var av bättre kvalitet än vad man förmodat. I det första föreslagna berget byggdes istället några år senare luftförsvarscentralen LFC O1 "Höken". Berghangarerna i Sverige stod alla färdiga att tas i bruk år 1959. Bergshangaren vid F 13 var från början anpassad till att rymma 65 flygplan. Under 1960-talet modifierades berghangaren för att kunna rymma J 35 Draken och senare JA 37 Viggen. Under 1987-89 modifierades berghangaren en tredje gång, då för att anpassa den till JAS 39 Gripen, som flottiljen planerade att ombeväpnas till. Anpassningen av hangaren var helt färdig år 1991. Då flottiljen avvecklades tre år senare, upphörde freds- och krigsanvändningen av bergshangaren. Istället kom Flygvapnet förrådsställa övertaliga stridsflygplan och senare förråd för hela Försvarsmakten. Bergshangaren i sig är helt nedsänkt från markytan, och har två 300-500 meter långa lutande uppfartstunnlar, vilka är sammankopplade med huvudtunneln, vilken är hästskoformad. Längst ned i huvudtunneln finns ett antal sidotunnlar. Totalt är anläggningen på cirka 22 000-24 000 m2.

### Uppsala
Upplands flygflottilj (F 16)

### Stockholm/Tullinge

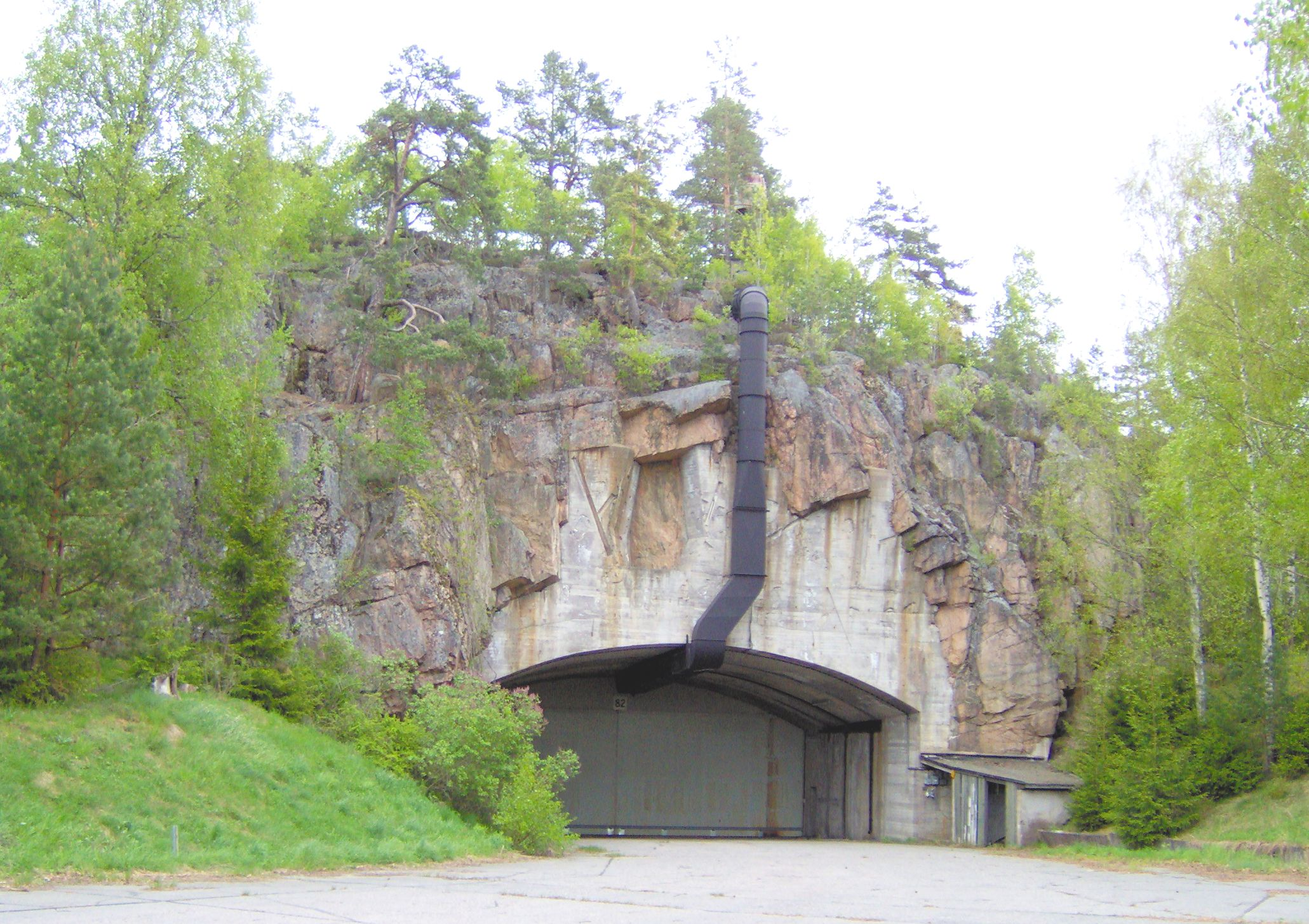
Huvudporten till den gamla delen av berghangaren i Tullinge.

Södertörns flygflottilj (F 18) blev efter F 9 i Säve den andra var flygflottiljen, av totalt fem flottiljer, där berghangar byggdes. Redan vid projekteringen av bergsanläggningen vid F 18, var den tänkt att två anläggningar skulle byggas. Bergshangaren projekterades i tre etapper. Under början av 2000-talet såldes en del av anläggningen och nyttjas nu till civilverksamhet. Medan en del stängdes och förseglades för gott.
Etapp 1
Etapp 1 byggdes under åren 1947–1949, och togs sedan i bruk år 1950. Anläggningen var utformad som den första bergsanläggningen vid F 9, dock så hade det gjorts vissa förbättringar. I etapp 1 byggdes bergshangaren så den till stor del låg ovanför markytan. Hangargolvet ligger i den ena porten 2,5 meter lägre än plattan, och vid den andra porten skiljer det sig 1,1 meter.
Etapp 1 projekterats från början att rymma Saab J 21. Men utrymmena blev större än vad som krävdes för J 21. Även om anläggningen blev större än vid projekteringen, så uppstod platsbrist, då senare flygplanen krävde mer plats. Bergshangaren anpassades till både J 28 Vampire, J 34 Hunter och J 35 Draken.
Etapp 2–3
Under 1950-talet påbörjades etapp 2 och 3. Den nya delen, är helt nedsänkt från markytan, och har två 300-500 meter långa lutande uppfartstunnlar, vilka är sammankopplade med huvudtunneln, vilken är hästskoformad. Längst ned i huvudtunneln finns ett antal sidotunnlar. Totalt är anläggningen på cirka 22.000-24.000 m2. Tanken var att den nya delen av berghangaren skulle förbindas med den gamla delen, vilket skulle kräva en hiss för flygplanen. Ett problem var även hur man skulle kunna öka skyddet från verkan av kärnvapen på den gamla delen av hangaren så att den skulle få ett skydd likvärdigt den nya delen av hangaren. År 1958 beslutades att inte slutföra utbyggnaden av berghangaren, då kostnaderna ansågs för stora (totalt hade fyra miljoner äskats), och att utspridning av flygplanen i Bas 60-systemet gav betydligt bättre skydd mot kärnvapen. Istället kom försvaret att använda den nya delen som en gemensam förrådshållning för försvarsgrenarna. Bland annat förvarade Marinen under 1980-talet rotorblad till sina helikoptrar i det nya berget. Under 1990-talet uppkom dock en rasrisk och ett tillträddesförbud utfärdades. Vilket löstes med att klä väggarna provisoriskt med träbjälkar.